# Lupanin
Lupanin (auch: 2-Oxospartein) ist eine tetracyclische, organische Verbindung aus der Gruppe der Chinolizidin-Alkaloide.

## Historisches

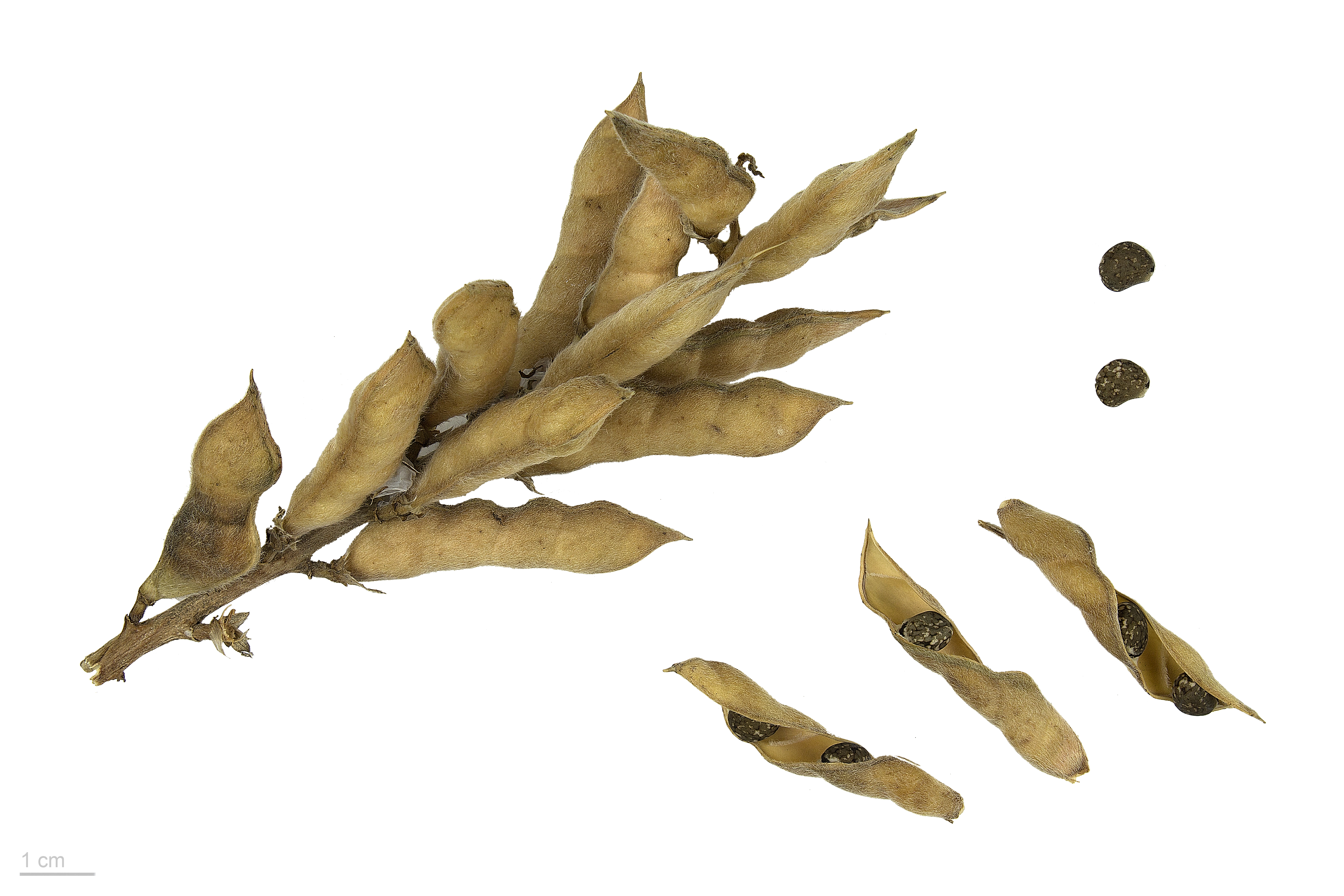
Die erstmalige Beschreibung von Lupanin erfolgte nach Extraktion aus den Samen der blauen Lupine

Der Name der Verbindung leitet sich von dem Vorkommen in der Gattung Lupinus her. Als die erstmalige Beschreibung der Substanz 1885 durch Max Hagen erfolgte, nannte er die von ihm gewonnene Substanz Lupanin, damit diese von bereits bekannten Substanzen Lupinin und Lupinidin unterschieden werden konnte. Die Extraktion erfolgte mittels salzsaurem Alkohol aus den Samen der blauen Lupine und anschließender Aufarbeitung mittels Kalilauge und Petrolether, wodurch die Verbindung als ein hellgelber honigartiger Sirup mit bitterem Geschmack erhalten wurde.
Erstmals wurde die Verbindung 1956 synthetisiert. Die erste enantioselektive Totalsynthese von (+)- und (−)-Lupanin erfolgte 2018 ausgehend von 2,4,6,8‐Tetraoxobispidin, welches ausgehend von Dimethylmalonat dargestellt wurde.

## Vorkommen
Die Verbindung kommt natürlich in Fabaceae-Gattungen wie Lupinus, Genista und Cytisus vor, oftmals stellt die Verbindung das Hauptalkaloid in den Pflanzen dar. Weiterhin kommt die Substanz in einigen Arten aus der Gattung Leontice vor. Im Allgemeinen wird die Verbindung von einer Vielzahl an Nebenalkaloiden wie Spartein, Baptifolin und Anagyrin begleitet.
Die weiße Lupine enthält das Lupanin racemisch, während die blaue Lupine überwiegend das (+)-Enantiomer enthält. Der Lupanin-Anteil in Lupinensamen beträgt meist zwischen 50 und 70 % der Alkaloide, eine Ausnahme bildet die gelbe Lupine.

### Biosynthese
Die Biosynthese von Lupanin erfolgt ausgehend von Lysin mittels der Lysin-Decarboxylase zum Cadaverin. Unter Umsetzung von Pyruvat zu Alanin werden drei Äquivalente Cadaverin über eine unbekannte Zwischenstufe zum Lupanin umgesetzt. Das Auftreten von Lupanin anstatt Spartein und das Auftreten von Hydroxylupanin statt Lupanin wird vermutlich über ein dominantes Gen gesteuert.

## Gewinnung und Darstellung
Die Substanz wird üblicherweise in einer Soxhlet-Extraktion aus Lupinensamen mittels organischer Lösungsmittel wie n-Hexan oder Petrolether gewonnen. Das derartig gewonnene (±)-Lupanin kann mittels Racematspaltung in die Enantiomere aufgetrennt werden, die hierzu genutzte Umkristallisation diastereomerer Salze kann mit enantiomerenreiner 2,3-Dibenzoylweinsäure erfolgen.
Alternativ kann die Substanz nach den zuvor genannten Synthesewegen dargestellt werden. Für die enantioselektive Synthese von (−)-Lupanin wird 2,4,6,8‐Tetraoxobispidin in einer Mitsunobu-Reaktion mit (1S)-1-Phenylethanol umgesetzt, gefolgt von einer zweistufigen diastereoselektiven Reduktion. Der chirale Auxiliar wird in einer Birch-Reduktion entfernt und das bicyclische Zwischenprodukt in einer mehrstufigen α,N-Anellierung zu einem neuen tricyclischen Zwischenprodukt umgesetzt. Dieses wird mit Natriumborhydrid reduziert und in einer Hosomi-Sakurai-Reaktion allyliert, wobei die Boc-Schutzgruppe entfernt wird. Nach erneuter N-Allylierung findet eine durch den Grubbs II-Katalysator katalysierte Ringschlussmetathese statt, wodurch nach Hydrierung die Zielverbindung (−)-Lupanin erhalten wird.

## Eigenschaften
Pharmakogolisch wurden anti-arrhythmische, hypotensive und hypoglykämische Wirkungen beschrieben. Der spezifische Drehwinkel beträgt in einer knapp 3%igen Acetonlösung [α]D = ±61° bzw. [α]D20 = ±81,2° für eine 1 M Ethanollösung. Das (+)-2,3-Dibenzoyl-D-tartat von (−)-Lupanin kristallisiert in der tetragonalen Raumgruppe P43 (Raumgruppen-Nr. 78) mit den Gitterkonstanten a = 10,906 Å, c = 27,233 Å und Z = 4.